# Condado de Swift
El condado de Swift (en inglés: Swift County), fundado en 1870 y con nombre en honor al gobernador Henry Adoniram Swift, es un condado del estado estadounidense de Minnesota. En el año 2000 tenía una población de 11.956 habitantes con una densidad de población de 6 personas por km². La sede del condado es Benson.

## Geografía
Según la oficina del censo el condado tiene una superficie total de 1949 km² (752,5 mi²), de los que 1926 km² (743,6 mi²) son tierra y 23 km² (8,9 mi²) (1,17%) son agua.

## Condados adyacentes
- Condado de Stevens - norte
- Condado de Pope - norte
- Condado de Kandiyohi - este
- Condado de Chippewa - sur
- Condado de Lac qui Parle - suroeste
- Condado de Big Stone - oeste

### Principales carreteras y autopistas
- U.S. Autopista 12
- U.S. Autopista 59
- Carretera estatal 7
- Carretera estatal 9
- Carretera estatal 29
- Carretera estatal 104
- Carretera estatal 119

## Demografía
Según el censo del 2000 la renta per cápita media de los habitantes del condado era de 34.820 dólares y el ingreso medio de una familia era de 44.208 dólares. En el año 2000 los hombres tenían unos ingresos anuales 29.362 dólares frente a los 21.667 dólares que percibían las mujeres. El ingreso por habitante era de 16.360 dólares y alrededor de un 8,40% de la población estaba bajo el umbral de pobreza nacional.

## Ciudades y pueblos
- Appleton
- Benson
- Clontarf
- Danvers
- De Graff
- Holloway
- Kerkhoven
- Murdock